# Invincible (album de Skillet)
Pour les articles homonymes, voir Invincible.
Albums de Skillet
Hey You, I Love Your Soul
(1998) Ardent Worship
(2000)
Invincible est le troisième album du groupe de hard rock américain Skillet. Il a été publié par Forefront Records et Ardent Records.

## Liste des titres
| No  | Titre                   | Durée |
| --- | ----------------------- | ----- |
| 1.  | Best Kept Secret        | 3:55  |
| 2.  | You Take My Rights Away | 4:32  |
| 3.  | Invincible              | 3:51  |
| 4.  | Rest                    | 3:48  |
| 5.  | Come On to the Future   | 3:54  |
| 6.  | You're Powerful         | 3:26  |
| 7.  | I Trust You             | 3:38  |
| 8.  | Each Other              | 3:26  |
| 9.  | The Fire Breathes       | 3:41  |
| 10. | Say It Loud             | 3:32  |
| 11. | The One                 | 4:12  |
| 12. | You're In My Brain      | 10:40 |